# Györgyi Molnár
Györgyi Molnár (Budapest, 9 maggio 1955) è un'ex cestista ungherese.

## Carriera
Con l'Ungheria ha disputato i Campionati europei del 1976.